# Černohouska
Černohouska je bývalá viniční usedlost v Praze 7-Troji v Trojské ulici. Nachází se v areálu Zoo Praha na nejvyšším místě, východně od horní stanice lanové dráhy. Je chráněna jako kulturní památka České republiky.

## Historie
Viniční usedlost byla postavena v 17. století na návrší na pravém břehu Vltavy. Dochoval se malý viniční domek, drobná stavba se dvěma okénky v průčelí a malým portálkem s kruhovou klenbou. Jeho zdi silné 70 centimetrů byly vytvořeny obezděnými trámy. Po boku měl dřevěné schodiště, které vedlo do půdních dveří ve štítu.
Poté, co domek a pozemky byly získány pro zoo, sloužil jako obytný objekt pro zaměstnance zoo, poté jako skladiště. Později byl adaptován na malou restauraci a následně na kavárnu.

### Název
Název je odvozován od jména rodu Černhausů z Černohousů, kterým v 17. století patřilo libeňské panství. Vlastnictví usedlosti ale není doloženo.